# Cyclone Cavalier
Cyclone Cavalier er en amerikansk stumfilm fra 1925 instrueret af Albert S. Rogell.

## Medvirkende
- Reed Howes som Ted Clayton
- Carmelita Geraghty som Rosita Gonzales
- Wilfred Lucas som Hugh Clayton
- Eric Mayne som Gonzales
- Jack Mower
- John West Sinclair som Mickey
- Ervin Renard som Van Blatten
- Sid Rogell